# Професор Марстън и Жените чудо
„Професор Марстън и Жените чудо“ (на английски: Professor Marston and the Wonder Women) е американски биографичен филм от 2017 година на режисьорката Анджела Робинсън по неин собствен сценарий.
Сюжетът е базиран на живота на Уилям Моултън Марстън, изобретател на един от ранните полиграфи и създател на спорната със своето сексуално и феминистко съдържание комикс поредица за Жената чудо, и описва отношенията му с неговата съпруга и тяхната партньорка. Главните роли се изпълняват от Люк Евънс, Ребека Хол и Бела Хийткот.